# Hallein (Stadtteil)
Hallein ist eine Ortschaft, eine Katastralgemeinde und ein Stadtteil von Hallein mit 7140 Einwohnern (Stand 1. Jänner 2025) im Bezirk Hallein im Salzburger Land in Österreich.

## Geographie

### Lage
Der Stadtteil Hallein liegt im Halleiner Becken östlich des Dürrnbergs und westlich der Salzburg-Tiroler-Bahn.

### Nachbarstadtteile
|               | Au      | Neualm    |
| Bad Dürrnberg | Kompass | Gries     |
|               | Gamp    | Burgfried |

## Altstadt
Die Altstadt von Hallein befindet sich in diesem Stadtteil und besteht aus einer großen Anzahl von mittelalterlichen Gebäuden. Die gesamte Altstadt steht unter Denkmalschutz. Ab den 1980er Jahren wurden durch eine Fassadenaktion anlässlich der 750-Jahr-Feier, durch die Altstadtumfahrung, die Errichtung einer Fußgängerzone, eine einheitliche Pflasterung sowie durch weitere Maßnahmen eine wesentliche Verbesserung von Stadtbild und Lebensqualität erreicht.

## Burgfried
Der Bereich östlich der Salzach und westlich der Salzburg-Tiroler-Bahn, in dem unter anderem der Friedhof Hallein-Burgfried, die Volksschule Hallein-Burgfried oder auch die Salzachtal Straße liegen, gehört offiziell zum Stadtteil Hallein. Die Stadt Hallein meldet diesen Bereich an die Statistik Austria unter Stadtteil Hallein und nicht unter dem eigenständigen Stadtteil Burgfried.

## Pernerinsel
Die Pernerinsel ist eine Insel inmitten der Salzach. Neben der Altstadtumfahrung befindet sich darauf eine ehemalige Salinenanlage, deren Gebäude nun für kulturelle Zwecke, unter anderem für die Salzburger Festspiele, genutzt werden. Die 380 Parkplätze auf der Insel wurden durch ein Gebührenkonzept für Pendler und Dauerparker unattraktiv gemacht, um sie Besuchern der Altstadt zukommen zu lassen. Weiters befindet sich darauf die denkmalgeschützte Pflegekapelle zum Hl. Geist, auch Salinenkapelle genannt. Eine Aufwertung der Pernerinsel durch alternative Nutzungskonzepte wird diskutiert und es soll dazu auch eine Bürgerbefragung stattfinden.

## Hochwasser

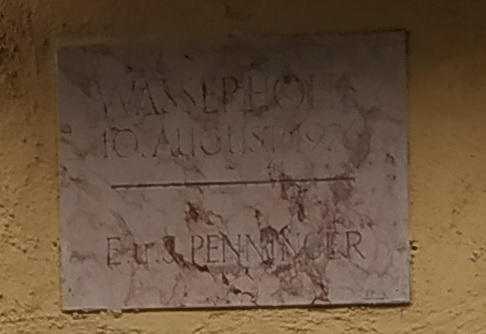
Hochwassermarke am Haus

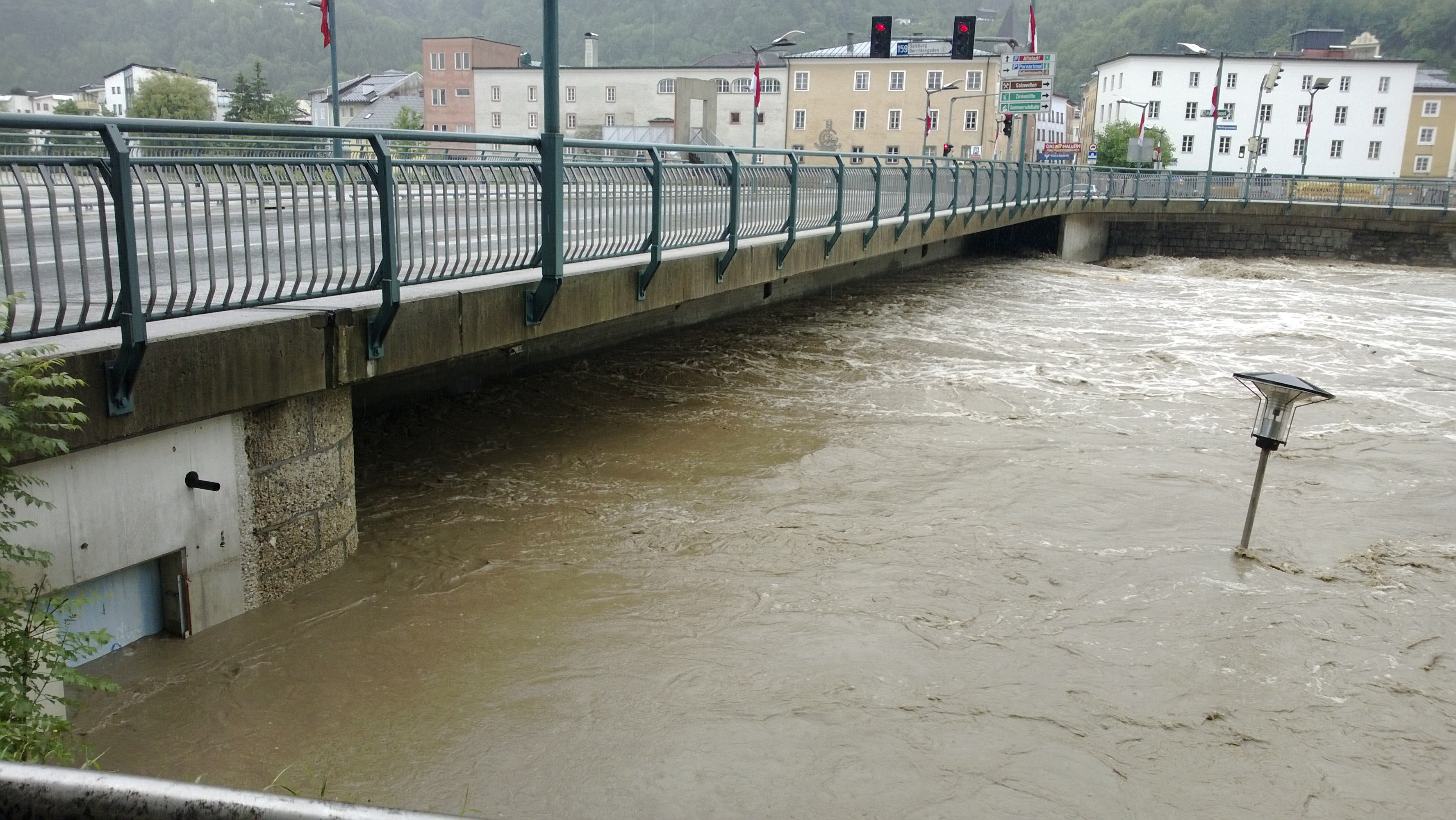
Komplett überschwemmte Fahrradunterführung der Stadtbrücke (2013)

Hallein und insbesondere die Altstadt von Hallein wurde immer wieder von Hochwasser überschwemmt. Für das Salzach-Hochwasser im Jahr 1508 wurde ein
Gedenkstein (Hochwasserdenkmal an der Salzachtalstraße) errichtet, der eine Markierung des damaligen Pegelstands trägt und eine großräumige Überflutung der Stadt mit vielen Schäden beschreibt.
In den darauffolgenden Jahrhunderten wurde immer wieder von Hochwässern berichtet, die durch einen hohen Pegelstand der Salzach herbeigeführt wurden, zuletzt 2002 und 2013.
Neben der Salzach können auch der vom Dürrnberg abfließende Kothbach und der aus dem Wiestal kommende Almbach eine Hochwassergefahr darstellen. Beispielsweise verwandelten am 10. August 1976 andauernde Regenfälle den Kothbach in einen reissenden Bach, der die Altstadt mit Wassermassen übergoss. Beim Hochwasser in Mitteleuropa 2002 trat der Almbach meterhoch über die Ufer.
Zum Hochwasserschutz wurden nach dem verheerenden Hochwasser von 2002 zahlreiche Maßnahmen in die Wege geleitet:
- Umbau der Wehranlage beim Wasserkraftwerk Sohlstufe-Hallein  (Wehrfeldabsenkung inklusive Geschiebeleitmaßnahmen)
- Kombination von flussbaulichen Maßnahmen (Buhnen, Aufweitungen) und linearen Schutzbauwerken (Dämmen und Mauern)
- Acht Pumpwerke an Salzach und Almbach zur geordneten Hinterlandentwässerung

In einer von der Wirtschaftskammer Salzburg beauftragten Studie wurde ein Vergleich zwischen dem Hochwassers 2002 ohne Hochwasserschutz und dem Hochwasser 2013 mit großteils fertiggestelltem Hochwasserschutz durchgeführt:
| Jahr | Schaden in € | Katastrophenbeihilfe in € |
| ---- | ------------ | ------------------------- |
| 2002 | 4.419.078    | 1.973.034                 |
| 2013 | 287.653      | 89.335                    |

Die Autoren kommen daher zum Schluss, dass im Vergleich zu den Investitionen durch Prävention ein erheblich höherer volkswirtschaftlicher Schaden verhindert werden kann.
Im Juli 2021 überflutete der Kothbach erneut die Halleiner Altstadt. Aufgrund starker Regenfälle schwoll das Gewässer schnell an, durch eine Verklausung mit Kraftfahrzeugen trat das Wasser über die Ufer und beschädigte Geschäftslokale und 300 Wohnungen. Ein 2014 eingereichtes Schutzkonzept, dessen Finanzierung seit 2016 zugesichert war, wurde aufgrund von Einsprüchen im Genehmigungsverfahren verzögert. Die vollständige Umsetzung der Schutzbauten, unter anderem im Raingraben und im Kleinkirchental, war für 2024 geplant, wurde umgesetzt und hat sich beim Hochwasser in Mitteleuropa im September 2024 bereits bewährt.